# Schizopera validior
Schizopera validior är en kräftdjursart som beskrevs av Sars 1909. Schizopera validior ingår i släktet Schizopera och familjen Diosaccidae. Inga underarter finns listade i Catalogue of Life.